# Johann Dössekel
Johann Dössekel (Seon, 2 agosto 1789 – Seon, 26 gennaio 1853) è stato un avvocato, giudice e politico svizzero.

## Biografia
Figlio di Johannes Dössekel, falegname e sindaco, e di Barbara Suter. Dopo le scuole primarie, lavorò presso un avvocato e, senza aver frequentato le scuole superiori, studiò diritto a Berna dal 1808 al 1811, ottenendo il brevetto di notaio nel 1812. Sposò Katharina Steben, di Erlenbach im Simmental, e in seconde nozze Marianne Meyenhofer, di Buch am Irchel.
Nell'esercizio della professione, Dössekel compensò le lacune della sua formazione scolastica con doti quali l'accortezza, l'impegno e il rigore, e grazie alla sua reputazione ottenne anche il brevetto di avvocato nel 1828. Giudice cantonale dal 1838 al 1841 e membro del Gran Consiglio argoviese dal 1831 al 1853, di cui rifiutò la presidenza, dal 1848 fu Consigliere nazionale per i liberali, con simpatie radicali. Già nel giugno del 1849 si ritirò per motivi di salute, abbandonando contemporaneamente il suo studio di notaio e di avvocato.